# Caramell (gruppo musicale)
Caramell sono stati un gruppo eurodance svedese.

## Storia
I Caramell nacquero nel novembre del 1998 a Stoccolma, dall'unione delle cantanti Katia Löfgren e Malin Sundström con i disc jockey e produttori Jorge "Vasco" Vasconcelo e Juha "Millboy" Myllylä. Il loro album di debutto, Gott Och Blandat, fu pubblicato il 13 agosto 1999 da Remixed Records, preceduto dai singoli Om Du Var Min e Efter Plugget (cover dei Factory). Due anni dopo, il 5 novembre 2001, fu pubblicato il secondo album, Supergott. L'album fu lanciato dal singolo Vad Heter Du?, che riscosse un enorme successo al lancio e anche molti anni dopo. L'album contiene anche la hit Caramelldansen, divenuta negli anni a venire un fenomeno di Internet.
La band si sciolse nell'estate del 2002, poco dopo la pubblicazione del singolo Allra Bästa Vänner.

## Formazione

### Formazione attuale
- Katia Löfgren – voce (1998-2002, 2008-presente)
- Malin Sundström – voce (1998-2002, 2008-presente)
- Juha "Millboy" Myllylä – giragischi, tastiere, programmazione, seconda voce (1998-2002)
- Jorge "Vasco" Vasconcelo – giragischi, tastiere, programmazione (1998-2002)

## Discografia

### Album studio
- 1999 – Gott Och Blandat
- 2001 – Supergott

### Singoli
- 1999 – Om Du Var Min
- 1999 – Efter Plugget
- 1999 – Jag Ser På Dig
- 1999 – Explodera (Upp Som Dynamit)
- 2001 – Vad Heter Du?
- 2001 – Caramelldansen
- 2002 – Ooa Hela Natten
- 2002 – Allra Bästa Vänner
- 2008 – Caramelldansen (Speedy Mixes)
- 2020 – Vad Heter Du (con QUB3)

### EP
- 2008 – Caramelldansen
- 2008 – Caramelldancing
- 2012 – Caramelldancing Remixes

### Raccolte
- 2007 – Dynamitdisko